# Martres-sur-Morge
Martres-sur-Morge ist eine Gemeinde mit 732 Einwohnern (Stand: 1. Januar 2022) im zentralfranzösischen Département Puy-de-Dôme in der Region Auvergne-Rhône-Alpes. Die Gemeinde gehört zum Arrondissement Riom und zum Kanton Aigueperse (bis 2015: Kanton Ennezat).

## Lage
Martres-sur-Morge liegt etwa zwanzig Kilometer nordnordöstlich von Clermont-Ferrand und etwa neun Kilometer nordöstlich von Riom in der Limagne am Morge. Umgeben wird Martres-sur-Morge von den Nachbargemeinden Sardon im Norden, Surat im Osten, Saint-Ignat im Südosten, Ennezat im Süden, Clerlande im Südwesten sowie Varennes-sur-Morge im Westen.

## Bevölkerungsentwicklung
| Jahr                       | 1962 | 1968 | 1975 | 1982 | 1990 | 1999 | 2006 | 2013 |
| Einwohner                  | 403  | 389  | 350  | 381  | 450  | 475  | 513  | 613  |
| Quellen: Cassini und INSEE |      |      |      |      |      |      |      |      |

## Sehenswürdigkeiten
- Kirche